# Nvivo
NVivo ist ein Software-Paket zur qualitativen Datenanalyse (QDA-Software), das von QSR International hergestellt wird. NVivo wurde entwickelt, um qualitative Forschungen zu unterstützen, die mit qualitativen, also textbasierten oder Multimedia-Daten arbeiten und aus diesen ihre Erkenntnisse gewinnen.
NVivo wird hauptsächlich von Forschern aus der Wissenschaft und aus dem Regierungs- oder Gesundheitssektor genutzt und u. a. auch in den Sozialwissenschaften, der Psychologie, Anthropologie, Kommunikation, Soziologie, Forensik, Kriminologie, Marketing und Tourismus eingesetzt.
Das erste NVivo-Produkt wurde 1999 von Tom Richards entwickelt und unter dem Namen NUD*IST veröffentlicht. Es enthielt Funktionen für feine, detaillierte Analysen und für die Erstellung von qualitativen Modellen.

## Belege
1. ↑  F C Zamawe: The Implication of Using NVivo Software in Qualitative Data Analysis: Evidence-Based Reflections. In: Malawi Medical Journal. Band 27, Nr. 1, März 2015, ISSN 1995-7262, S. 13–15, PMID 26137192, PMC 4478399 (freier Volltext).
2. ↑  Tom Richards, Lyn Richards: The Way Ahead In Qualitative Computing. In: Journal of Modern Applied Statistical Methods. Band 2, Nr. 1, 1. Mai 2003, ISSN 1538-9472, S. 16–26, doi:10.22237/jmasm/1051747440 (wayne.edu [abgerufen am 13. Juli 2018]).